# Oranjegekte

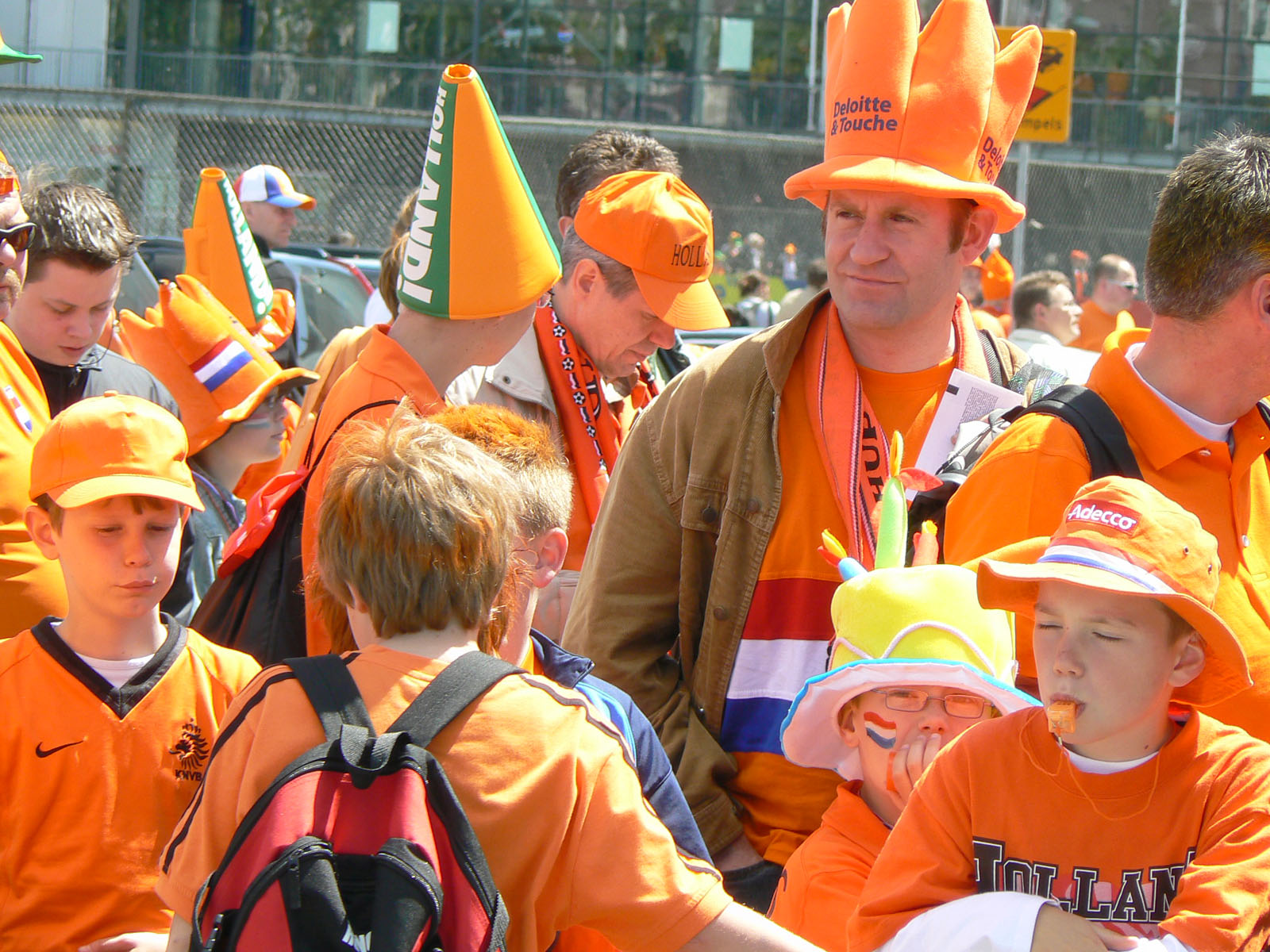
Neerlandesos vestits de taronja abans del partit de futbol entre els Països Baixos i Austràlia.

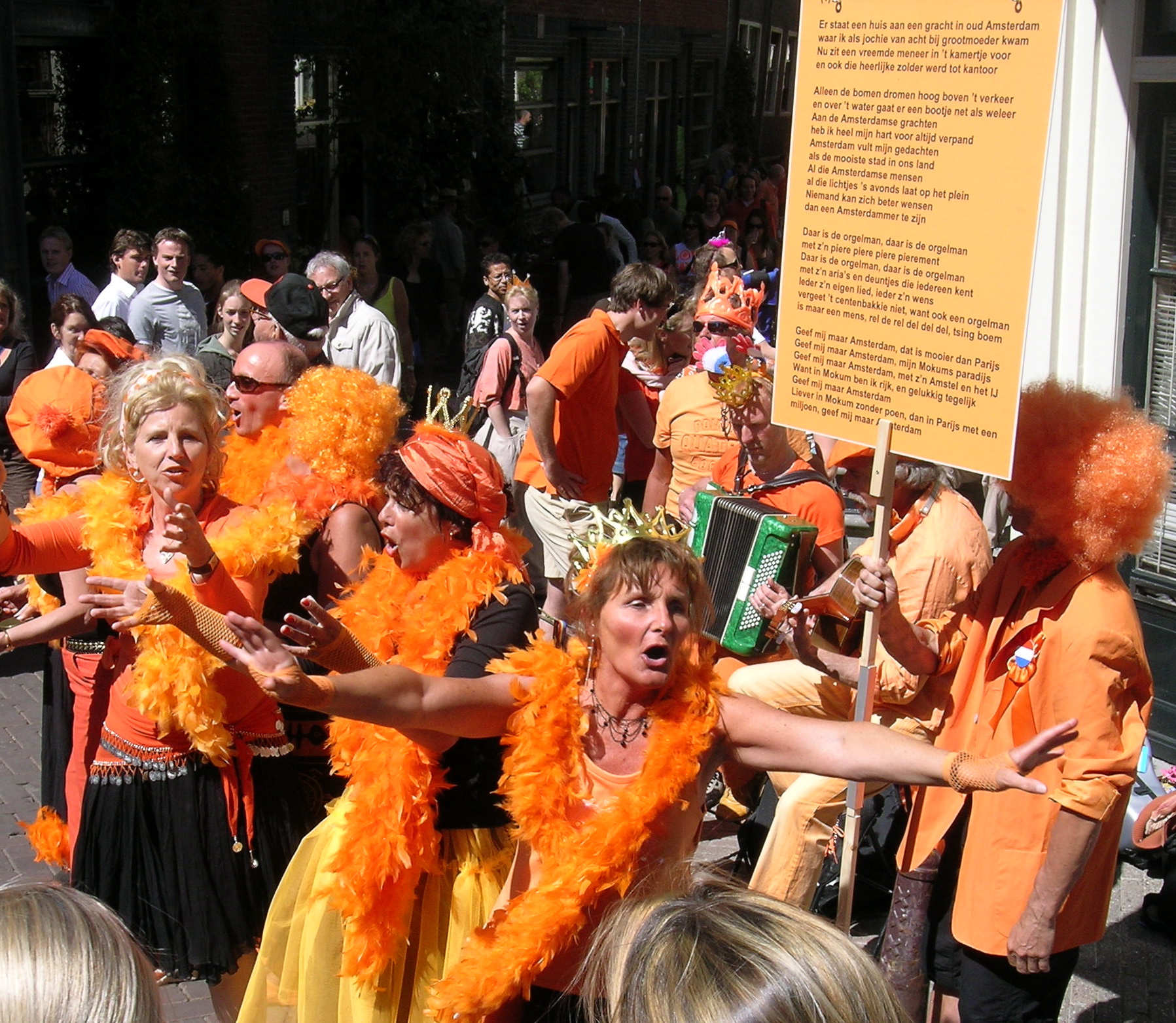
Dones vestides de taronja durant el dia del Rei als Països Baixos.

Oranjegekte (bogeria taronja) o oranjekoorts (febre taronja) és un fenomen als Països Baixos que es produeix durant el Dia del Rei, campionats internacionals de futbol i altres esdeveniments esportius internacionals importants. L'esdeveniment es manifesta en l'ús de roba de color taronja, com samarretes (en gran part de futbol), barrets i bufandes, tenyir-se el cabell de taronja i decorar habitacions, cases i fins i tot carrers sencers amb objectes decoratius de taronja.
L'esdeveniment és de gran valor per al comerç de grans guanys que pot ser per la venda de productes ataronjats. Moltes companyies introdueixen edicions especials de color taronja en els seus productes tradicionals. Els comercials tendeixen a respondre bé a aquest i, especialment, durant el Campionat Mundial, molts anuncis fan referència a l'esdeveniment.
Una gran quantitat de marques també introdueixen llaminadures especials durant aquests esdeveniments. Sobretot les marques de cervesa i els supermercats. Exemples d'aquests productes són els barrets de Heineken i Wuppies Albert Heijn, Welpies i Beesies. Un anunci de trenta segons durant el Campionat d'Europa de futbol 2008 al voltant els partits de l'equip neerlandès costava una mitjana de 80.000 €, però l'abast és ampli, com per exemple durant el primer partit de la selecció neerlandesa contra Itàlia, que va tenir 7 milions d'espectadors als Països Baixos.
Molts artistes produeixen cançons especials totes les vegades en què els campionats europeus i mundials es refereixen a la Selecció de futbol dels Països Baixos, que és sovint anomenada Oranje. La majoria d'aquestes cançons no tenen cap significat particular a part d'animar l'equip o les festivitats.
El taronja és el color simbòlic de la família reial neerlandesa, la Casa d'Orange-Nassau.

## Galeria

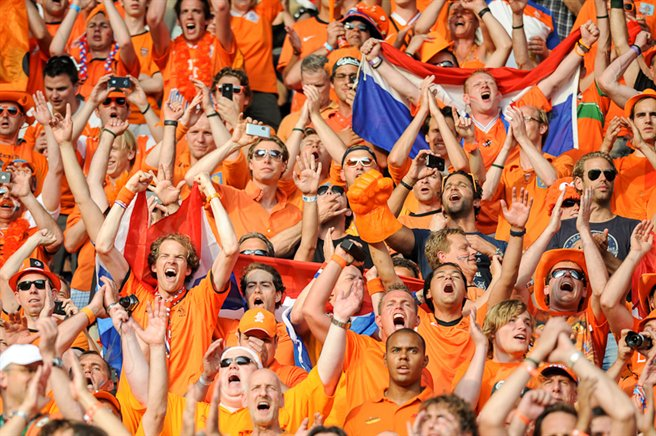
Partit Països Baixos – Dinamarca durant el Campionat d'Europa de futbol 2012
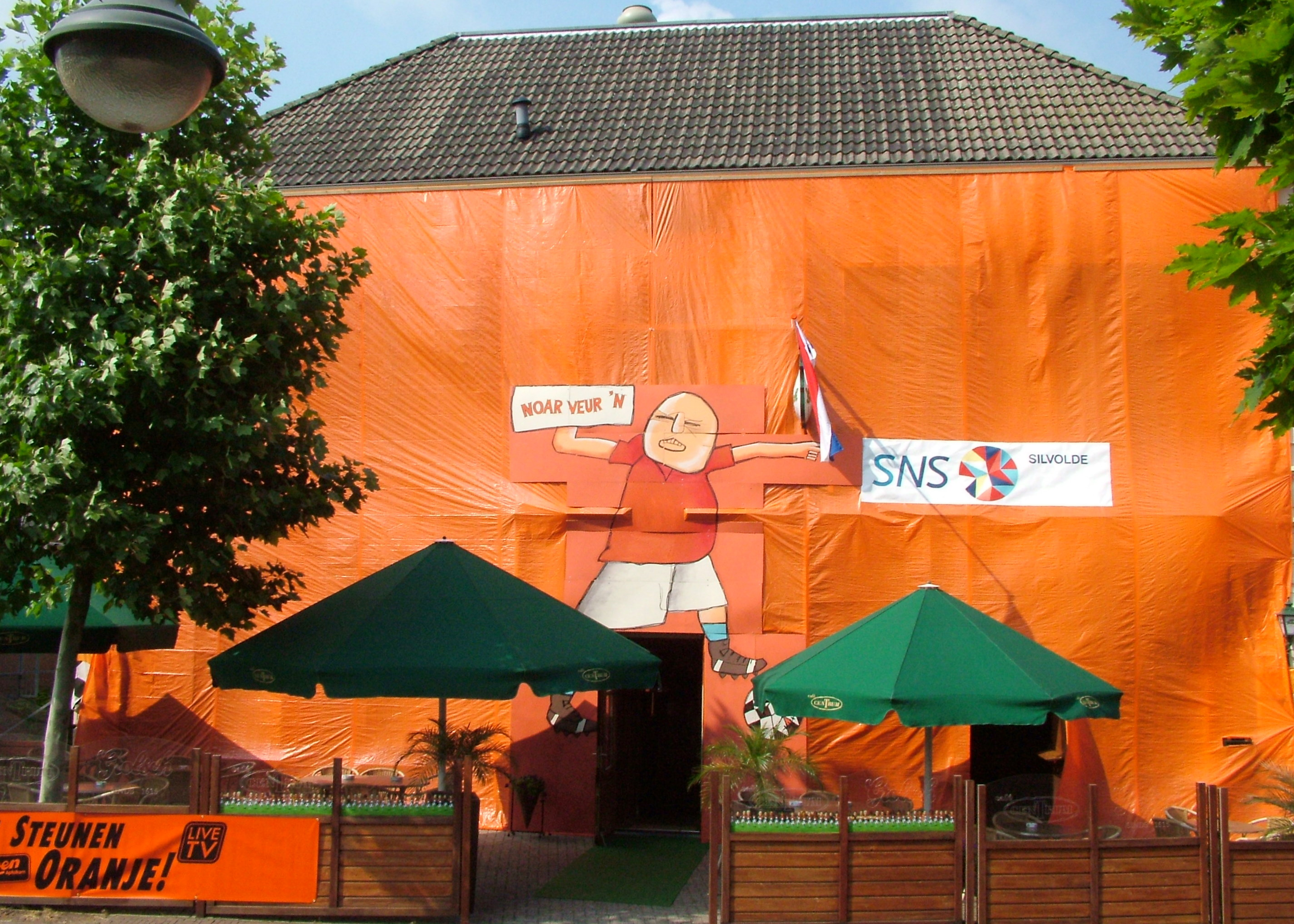
Decoració de cafeteria
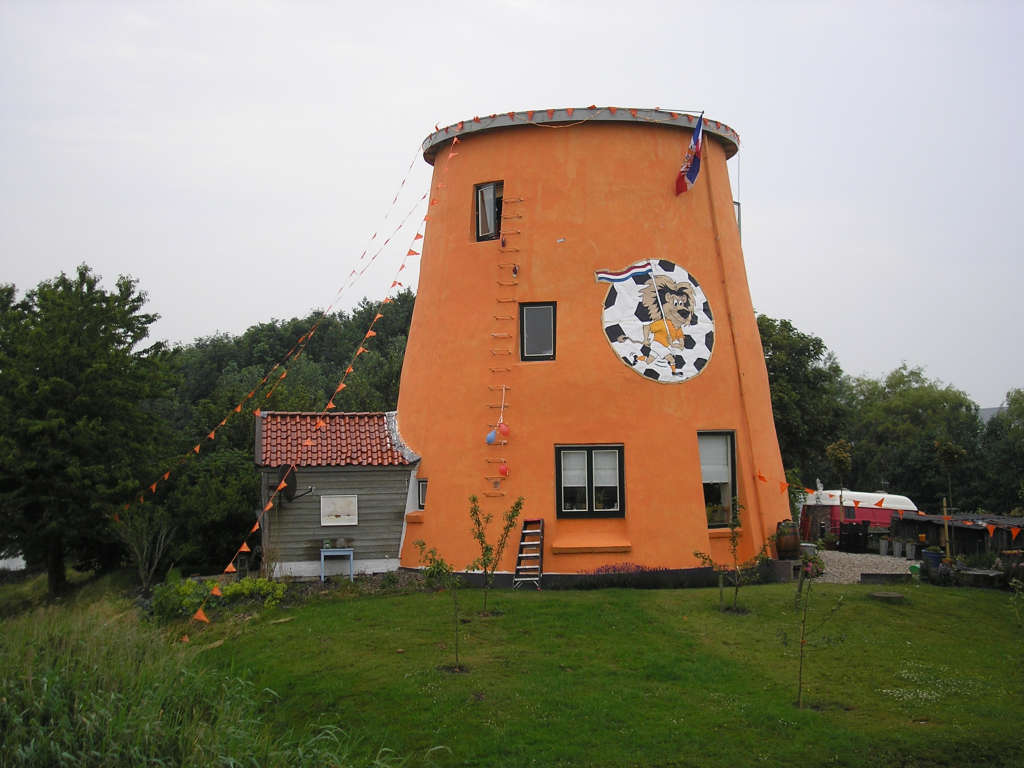
Molí decorat
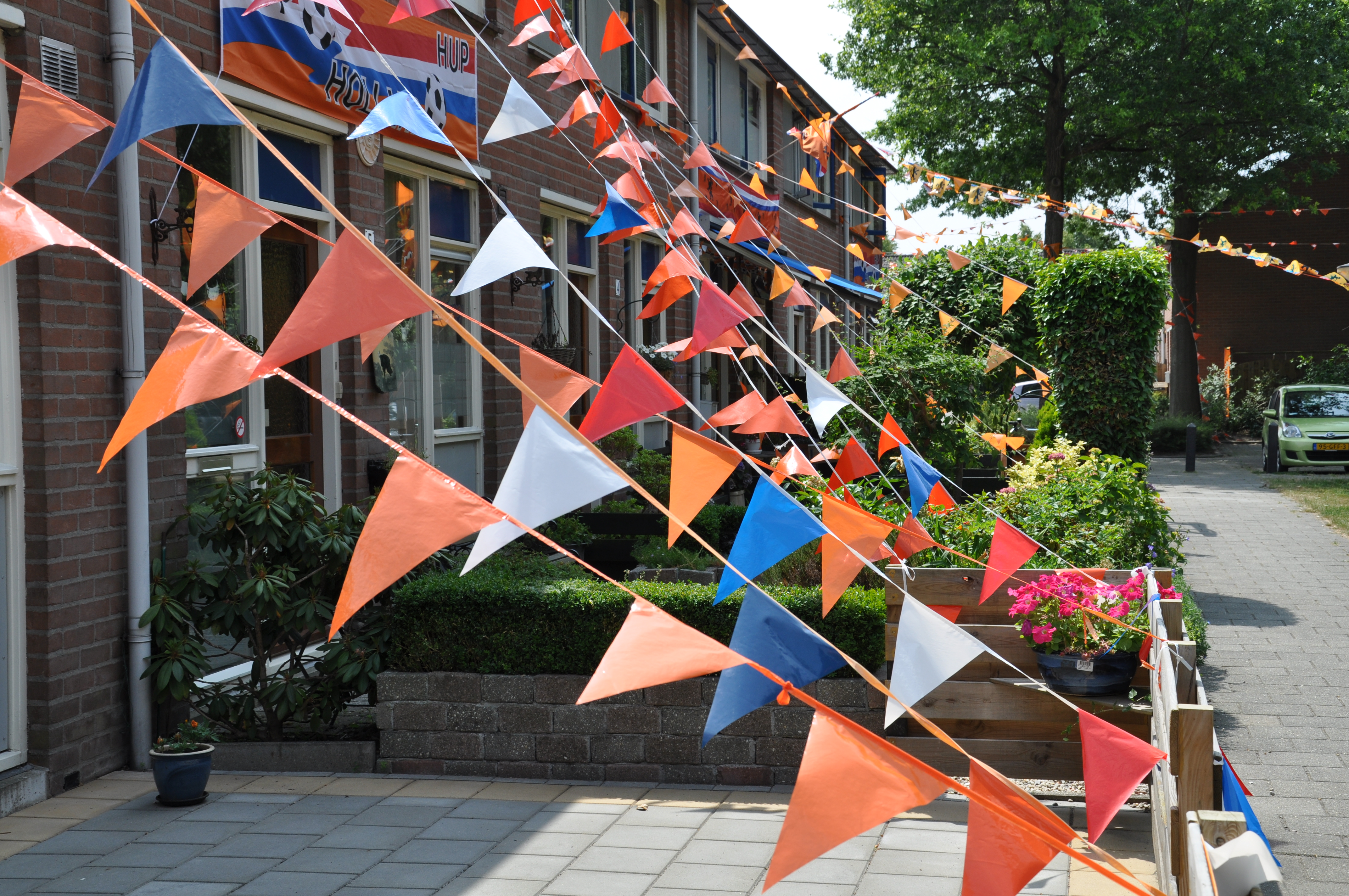
Decoració de banderes